# غراهام لي (سياسي)
غراهام لي هو سياسي كندي، ولد في 6 مارس 1934 في ناكوسب في كندا، وتوفي في 3 أبريل 2013 في فيكتوريا في كندا. نشط حزبياً في Conservative Party of British Columbia ‏.